# Constantino Arianita

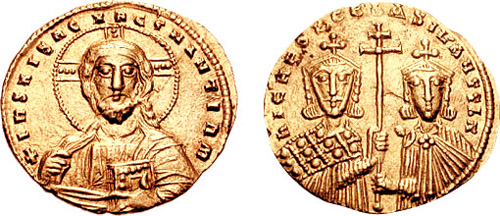
Histamenon de Nicéforo II Focas y Basilio II

Constantino Arianita (en griego: Κωνσταντῖνος Ἀριανίτης) fue un general bizantino que luchó en los Balcanes contra los pechenegos. 

## Biografía
Posiblemente era hijo o pariente de David Arianita, un general que sirvió durante el reinado de Basilio II (r. 976-1025). El primer registro que lo menciona data de 1047, cuando los pechenegos cruzaron el Danubio e invadieron el territorio bizantino. En ese momento, según Juan Escilitzes, poseía el rango de magister officiorum y el puesto de dux de Adrianópolis. En respuesta al ataque pechenego, se le ordenó unirse con el oficial al mando en el Thema de Bulgaria, Basilio Monaco, y los generales Miguel y Cegenes (un pechenego bautizado al servicio bizantino). Los bizantinos lograron derrotar y capturar a los pechenegos, pero en lugar de exterminarlos, fueron asentados como colonos en las desoladas llanuras de Moesia.
Cuando los pechenegos se rebelaron unos años más tarde, Arianita ya era un oficial de alto rango en el ejército que comandaba el heteirarca Constantino, enviado para oponérseles. Debido a un ataque del ejército bizantino que dejó desguarnecido a su campamento fortificado, los bizantinos sufrieron una fuerte derrota en Basílica Libas cerca de Adrianópolis: Arianita recibió una fuerte herida de jabalina en los intestinos y murió dos días después, mientras que otro comandante, Miguel Dukiano, fue capturado y asesinado por los pechenegos. Según Rodolphe Guilland, probablemente ocupaba el cargo de doméstico de las escolas del oeste en ese momento.